# Dipterocarpus semivestitus
Dipterocarpus semivestitus är en tvåhjärtbladig växtart som beskrevs av V. Slooten. Dipterocarpus semivestitus ingår i släktet Dipterocarpus och familjen Dipterocarpaceae. Inga underarter finns listade i Catalogue of Life.